# Дуб Хартии
Дуб Хартии (англ. Charter Oak) — крупный дуб, росший на территории города Хартфорд и игравший важную роль в фольклоре американского штата Коннектикут. Дерево отличалось большими размерами — в частности, диаметр его ствола был более 2 м, — а также солидным возрастом. Дуб был одной из главных достопримечательностей Хартфорда, пока не упал во время урагана в ночь с 20 на 21 августа 1855 года. Возраста дерева в ряде источников указывается как превосходящий тысячу лет.
Согласно легенде, в 1687 году жители британской колонии Коннектикут спрятали в дупле этого дерева Королевскую хартию 1662 года, после того как губернатор Доминиона Новой Англии, Эдмунд Эндрос, объявил хартию недействительной и попытался изъять этот документ. Хартия, будучи своего рода конституцией, гарантировала широкую автономию колонии Коннектикут, и поэтому Дуб Хартии стал известен как «Страж Конституции» и в качестве символа свободы стал одной из официальных эмблем штата Коннектикут; в 1947 году дуб белый был официально объявлен символом Коннектикута.